# Лисянский, Платон Юрьевич
Плато́н Ю́рьевич Лися́нский (1820 — 22 февраля 1900) — русский морской офицер, адмирал (1892), мореплаватель, гуманист, филантроп. Сын известного русского мореплавателя Юрия Фёдоровича Лисянского.
Был известен своей благотворительной деятельностью, которой отдавал значительную часть своего времени и средств. В частности, он основал приют в честь Святого благоверного князя Михаила Черниговского в Санкт-Петербурге.

## Биография
4 января 1835 года произведен в гардемарины. Окончил Морской кадетский корпус с производством 23 декабря 1839 года в мичманы. 16 ноября 1839 года причислен к гвардейскому экипажу. 18 июля 1840 года зачислен в гвардейский экипаж. В 1840—1842 годах на пароходе «Невка» ходил между С.-Петербургом и Кронштадтом. В 1841 году на корвете «Князь Варшавский» перешёл из Кронштадта до Копенгагена и к голландским берегам. 19 апреля 1842 года произведён в лейтенанты. 
В 1842 году на шхуне «Вестник» крейсировал в Черном море. В кампанию 1843 года на корабле «Силистрия», корвете «Ифигения» и фрегате «Агатополь» крейсировал в Чёрном море. В 1844—1846 годах на корвете «Оливуца» совершил переход из Севастополя в Константинополь, затем крейсировал в Средиземном море и совершил переход в Кронштадт. 6 декабря 1846 года назначен адъютантом начальника штаба Черноморского флота. В кампанию 1847 года на пароходе «Северная звезда» и фрегате «Кагул» плавал по Чёрному морю. В 1848 году в должности старшего офицера брига «Персей» крейсировал у восточного берега Чёрного моря.
В кампанию 1849 года на пароходе «Громоносец» состоял флаг-офицером при главном командире Черноморского флота адмирале М. П. Лазареве и командовал яхтой «Стрела» в плаваниях на реке Буг и в Днепровском лимане. 28 апреля 1850 года произведен в капитан-лейтенанты. В 1850 году на пароходе «Бессарабия» ходил между Севастополем и Николаевым и был командировал в Англию для заказа двух пароходов для Дунайской флотилии.
В кампанию 1851 года на пароходе «Прут» перешел из Ливерпуля в Николаев и затем был назначен командиром шхуны «Опыт» во время её постройки. 26 декабря 1851 года назначен старшим адъютантом штаба Черноморского флота. В кампанию 1852 года служил на фрегате «Кулевчи» и «за отлично-усердную службу» награжден орденом Св. Анны II степени.
4 февраля 1853 года уволен в отставку и 29 марта того же года назначен чиновником для особых поручений при попечителе Московского учебного округа с перечислением в чин коллежского асессора.
27 мая 1853 года переведен во флот прежним чином и назначением состоять адъютантом при генерал-адмирале великом князе Константине Николаевиче. В 1853—1855 годах был главным редактором журнала «Морской сборник». В 1860 и 1862 годах опубликовал в нём несколько статьи: «Несколько слов о морском воспитании в России», «О всемирной выставке в Лондоне» и «О превращении линейных кораблей в броненосные».
Во время Крымской войны состоял начальником штаба при начальнике отряда винтовых канонерских лодок контр-адмирале П. П. Митькове и «за отлично-усердную службу» награжден орденом Св. Владимира IV степени.
В июне 1856 года на французской верфи «Колло и Компания» (фр. Collas at Comp) в городе Бордо были заказаны фрегат и корвет. С момента подписания договора Лисянский был назначен наблюдающим за разработкой чертежей и постройкой кораблей, а также исполнял обязанности командира фрегата, получившего название «Светлана». 20 августа 1857 года произведён в чин капитана 1-го ранга. 7 октября 1858 года фрегат «Светлана» под командованием П. Ю. Лисянского начал переход в Россию и в начале мая 1859 года прибыл в Кронштадт. Фрегат зачислили в 23-й флотский экипаж, а командование им принял капитан-лейтенант О. П. Пузино.
В 1858 году был непременным членом Учёного комитета Морского министерства. Позже стал действительным членом Русского географического общества (РГО).
23 апреля 1861 года Лисянский произведён в контр-адмиралы с назначением состоять при генерал-адмирале великом князе Константине Константиновиче и с оставлением в занимаемых должностях.
В 1862 году был командирован на Всемирную выставку (Лондон), где руководил российским Морским отделом.
В 1864 году назначен в технический комитет главного инженерного управления для участия в совещании по вопросу о подводном плавании. 26 декабря 1866 года назначен членом кораблестроительного отделения Морского технического комитета.
В 1870—1872 годах был командирован в Одессу, а также в Константинополь и другие порты турецкой империи по делам русского общества пароходства и торговли.
1 января 1874 года произведён в вице-адмиралы. В 1875 году назначен членом от морского ведомства в комиссию для рассмотрения законов об авариях, под председательством тайного советника Стояновского. 7 сентября 1881 года назначен членом Адмиралтейств-совета. 1 января 1892 года произведён в адмиралы.
Скончался 22 февраля 1900 года. Похоронен на Смоленском православном кладбище в Санкт-Петербурге.

## Благотворительная деятельность
В 1883 году в память своего рано умершего сына основал на свои средства «денную колыбельную для призрения бедных детей» на 6 мест. В 1888 году ясли были преобразованы в детский приют Господа нашего Иисуса Христа в память отрока Василия Императорского человеколюбивого общества. Платон Юрьевич купил для приюта дом на Гатчинской улице в Санкт-Петербурге и пожертвовал капитал. Существовавший дом был надстроен по проекту Христиана Тацки. В приюте содержались 25 мальчиков в возрасте 5—14 лет — дети бедных родителей; имелись церковь и двухклассная церковно-приходская школа.

## Награды
- В 1847 году награждён орденом Св. Анны III степени.
- В 1855 году награжден орденом Св. Владимира IV степени.
- В 1858 году награждён орденом Св. Владимира III степени.
- 19 апреля 1864 года награждён орденом Св. Станислава I степени и в том же году пожалован крестом «За службу на Кавказе».
- 28 марта 1871 года награждён орденом Св. Анны I степени.
- 1 января 1877 года награждён орденом Св. Владимира II степени
- 20 апреля 1880 года награждён орденом Белого Орла.
- 15 мая 1883 года награждён орденом Св. Александра Невского с пожалованием 18 февраля 1887 года алмазных знаков к ордену.
- 14 мая 1896 года «в воздаяние свыше полувековой отлично-усердной службы» награждён орденом Св. Владимира I степени.